# خلفية (حوسبة)

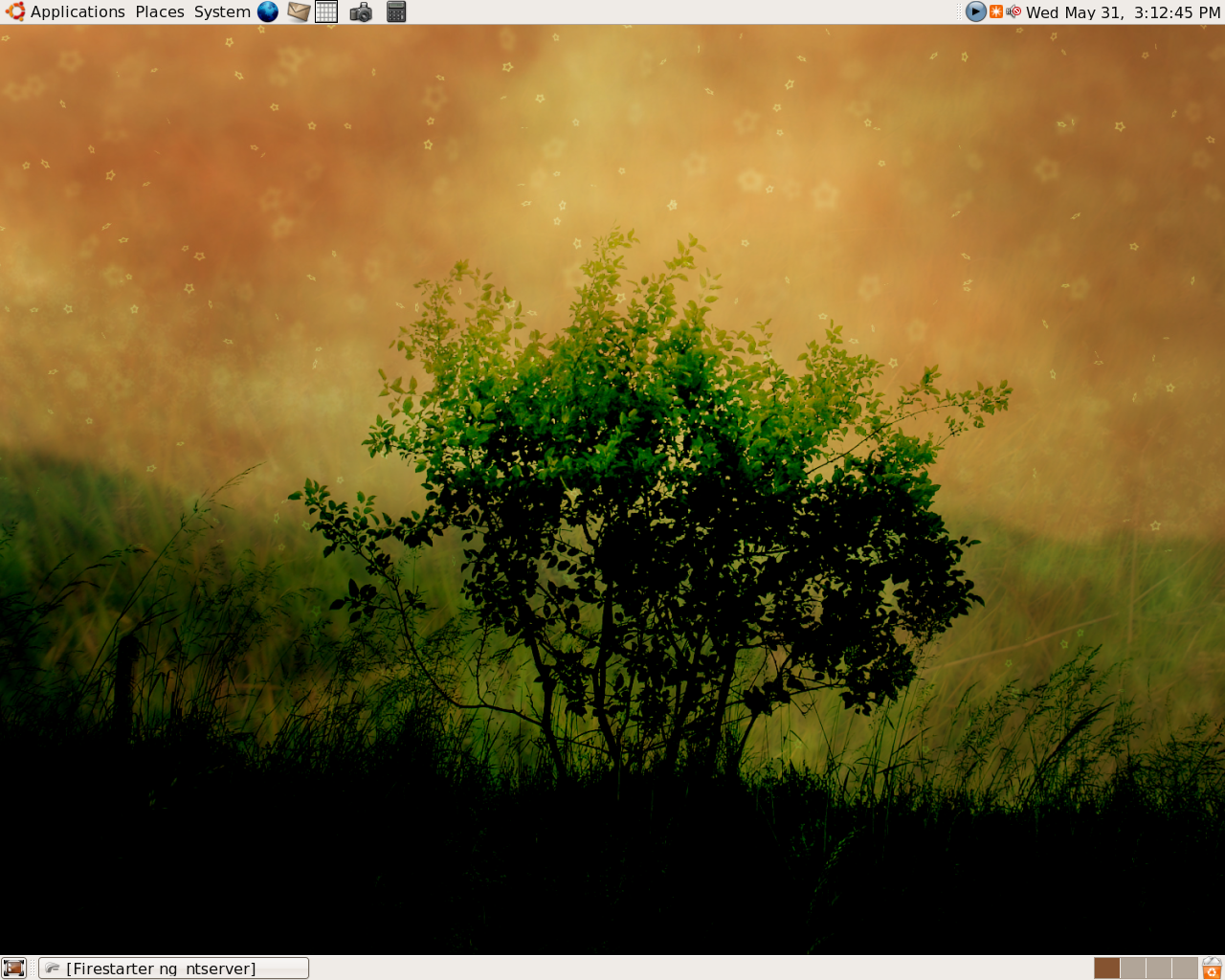
صورة لخلفية سطح المكتب

المصطلح خلفيّة أو صورةْ سطح المكتب بالإنجليزي wallpaper، يعود إلى صورة تستعمل كخلفّية (رسمة جمالية) لتزيين سطح المكتب أو واجهة الصيغ الرسومية. كلمة Wallpaper تستعمل عن طريق شركة مايكروسوفت، بينما تسمى في أجهزة اللينكس بـ Desktop Picture، سابقاً في أجهزة لينكس كان هناك مصطلح Desktop Pattern كان يستخدم لوصف نموذج صغير كان يعيد نفسه لملئ الشاشة.

## التاريخ

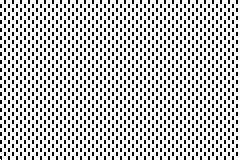
نموذج خلفية أصلية المستخدم في Xerox Officetalk و Star.

أول استعمال لخلفيات سطح المكتب يمكن ملاحظته كان نتيجة اتحاد عدة معامل، ويندوز كانت في طور تجربة نظام مكتبي والـ Officetalk والذي تم تطويره في 1975 في بارك على زيروكس ألتو. قبل ذلك، الخلفية البيضاء لمعامل التطويرية لويندوز على سبيل المثال (في سمول توك) كانت صعبة التمييز من واجهة الويندوز. النموذج يستخدم في الـ Officetalk مكوّن من 25 % لون رمادي، باستخدام نقاط بطول بكسلين لتجنب الاضطراب والتشابك مع شاشة الـ Alto نفس النموذج تم تبنّيه للـ زيروكس ستار.
أنظمة تشغيل الأبل تستخدم خلفية رمادية مشابهة لنظامي الـ ماكنتوش وLISA. مهما يكن، منذ أن هذه الآلات كان لديها شاشات غير متشابكة كان من المحتمل استخدام نماذج خلفيات أقل ملاحظة، تتشكل من 2x2 بسيطة لتعيد النموذج والذي يعطي بدوره 50 % لوناً رمادياً. مقدمة الشاشات الملونة للحواسيب الشخصية تقود إلى بدون أية نماذج، خلفيّات أحادية اللون (أبيض وأسود) وبذلك تكون خلفيات (تحكميّة)

## الدقة
الصورة التي تستخدم كخلفية لسطح المكتب، غالبا ما تكون صورة رستر مع نفس الحجم مع دقة العرض على سبيل المثال (1024× 768 بكسل، أو 1280×1024 بكسل) على أمل لملئ كافة سطح المكتب.

### الأبعاد
دقة العرض غالباً ماتكون متناسبة مع نسبة 4:3 (أربعة إلى ثلاثة)، وبذلك تكون الصورة مناسبة مع أحجام شاشات مختلفة والتي تقاس غالباً بالبوصة. وأيضاً كلما زادت دقة وحجم الخلفية كلما زادت وضوحاً للمستخدم، أما عن أغلب دقة الخلفيات الموجودة فهي :
- 800 * 600
- 1024 * 768
- 1280 * 1024
- 1600 * 1200